# Klaus Salin
Klaus Torsten Salin, född 19 juni 1919 i Helsingfors, död där 15 september 1973, var en finländsk balettdansare. Han var solist vid Finlands nationalopera och -balett åren 1945 och 1946, och återigen från 1949. Från år 1956 till 1967 verkade han som premiärdansare, och som balettmästare 1966 till 1967. Han var omtalad för sin starka scennärvaro och beryktade tolkningar av karaktärsroller. Salin grundade tillsammans med sin hustru, Irja Koskinen, en balettskola i Helsingfors år 1953.
Salin bildade tillsammans med danskonstnären Orvokki Siponen 1940-talets mest berömda danspar i Finland. De uppträdde tillsammans i bland annat Maaselän Radios revy Budapestin Juliska, med premiär den 1 mars 1944. Klaus Salin medverkade också som dansare i ett par spelfilmer: i filmerna Aktivister (1939) och Oss konstnärer sinsemellan  (finska: Mitäs me taiteilijat) från 1952 syns både Salin och hans hustru.
Klaus Salin tilldelades Pro Finlandia-medaljen år 1957.
Klaus Salin var bror till Holger Salin, Alf Salin och Iris Salin.